# The Hoaxters
The Hoaxters ist ein US-amerikanischer Dokumentarfilm von Herman Hoffman aus dem Jahr 1952, der thematisiert, dass und wie die amerikanische Lebensart durch den Kommunismus bedroht wird. Der Film erhielt eine Oscarnominierung in der Kategorie „Bester Dokumentarfilm“. Das Originalfilmplakat titelte: „Die Insider-Geschichte des größten Betrugs der Welt! Aufregend! Spannend! Erzählt von acht großen Persönlichkeiten.“

## Inhalt
Vorwort: „Der Film, den Sie sehen werden, ist ein objektiver Bericht. Dieser Film basiert auf Tatsachen, die durch die Geschichte dokumentiert und im kalten fotografischen Licht der tatsächlich aufgetretenen Ereignisse präsentiert werden. ‚Menschen, die nicht von Gott geleitet werden, werden von Tyrannen regiert‘.“
Die einzelnen Buchstaben des Titels Hoaxters wechseln zu stilisierten Buchstaben, die aus Werkzeugen der Unterdrückung und Tyrannei bestehen und sich auf nationalsozialistische und kommunistische Symbole konzentrieren. So besteht das H aus einer Kombination aus Maschinengewehr und Messer, das O besteht aus einer Schlinge, das A aus einer Peitsche, die mit einem Totschläger gekreuzt ist, das X formt sich zu einem Hakenkreuz, das T zu einem Galgen. Das E ergibt sich aus einer Kombination von Sichel und Hammer, das R wird aus einer Kugel und einer Kette geformt und das S wird zur Klapperschlange.
Der Film beginnt am Ende des Zweiten Weltkriegs, gezeigt wird die Geschichte des Kommunismus am Beispiel der Sowjetunion. Es erfolgt eine ausdrückliche Warnung vor den Gefahren des Kommunismus und die negativen Auswirkungen, die diese Gesellschaftsform auf und für die amerikanische Gesellschaft hätte.
Hitler und Mussolini sowie weitere Despoten werden mit Marktschreiern und Schlangenölverkäufern verglichen und ein Vergleich ihrer entlarvenden Reden mit denen der Bolschewiki, insbesondere Josef Stalins, angestellt.

## Produktion

### Veröffentlichung, finanzieller Erfolg
Am 5. Dezember 1952 wurde der Film in Los Angeles in Kalifornien erstmals vorgestellt, am 30. Januar 1953 in New York in den Vereinigten Staaten.
Wie aus Aufzeichnungen der Filmfirma Metro-Goldwyn-Mayer hervorgeht, spielte der mit einem Budget von 119.000 US-Dollar erstellte Film in den Vereinigten Staaten und in Kanada 167.000 US-Dollar und zusätzlich in anderen Ländern 10.000 US-Dollar ein.

### Filmzuweisung
Der Film ist Teil des Periscope-Film-LLC-Archivs, einer der größten historischen Stock Footage-Sammlungen für Militär, Transport und Luftfahrt in den USA.

## Auszeichnung
Oscarverleihung 1953: Nominiert für einen Oscar war Dore Schary mit dem Film in der Kategorie „Bester Dokumentarfilm“ (Langfilm). Die Trophäe ging jedoch an den Film The Sea Around Us.